# Vestre Toten
Vestre Toten is een gemeente in de Noorse provincie Innlandet. De gemeente telde 13.179 inwoners in januari 2017.

## Geografie
De gemeente ligt ten zuiden van de stad Gjøvik. De Hunnselv stroomt er in het Mjøsa-meer. Het hoogste punt is de Lauvhøgda op 722 meter.
De gemeente is voor 165 km² bebost, grotendeels privaat.

## Plaatsen in de gemeente
- Bøverbru
- Eina

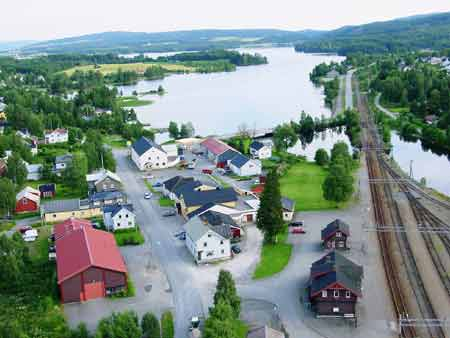
Eina

- Raufoss, waar het bestuur gevestigd is
- Reinsvoll

Alvdal · Dovre · Eidskog · Elverum ·  Engerdal · Etnedal · Folldal · Gausdal · Gjøvik · Gran · Grue ·  Hamar · Kongsvinger · Lesja · Lillehammer · Lom ·  Løten · Nord-Aurdal · Nord-Fron · Nord-Odal · Nordre Land · Os · Østre Toten · Øyer · Øystre Slidre · Rendalen · Ringebu · Ringsaker · Sel · Skjåk · Stange · Stor-Elvdal · Søndre Land · Sør-Aurdal · Sør-Fron · Sør-Odal · Tolga · Trysil · Tynset · Vågå · Våler · Vang · Vestre Slidre · Vestre Toten · Åmot · Åsnes

Fylker van Noorwegen